# Olga Fröbe-Kapteyn
Olga Fröbe-Kapteyn (Londra, 1881 – 1962) è stata un'attivista olandese fondatrice del centro Eranos, ad Ascona in Canton Ticino sulle rive del Lago Maggiore.

## Biografia
Nacque a Londra da genitori olandesi, la madre era un'attivista per i diritti delle donne, il padre ingegnere. Olga studiò storia dell'arte a Zurigo, nel 1909 sposò il flautista e direttore d'orchestra Iwan Fröbe (1880-1915), dal quale ebbe due figlie gemelle, e che morì il 4 settembre 1915 in un incidente aereo.
Allo scoppio della prima guerra mondiale, tornò da Berlino a Zurigo dove tenne un salone letterario conosciuto come la "Table Ronde" o la tavola rotonda.

## Studi
Nel 1920 si trasferì a Casa Gabriella ad Ascona in Svizzera, dove iniziò lo studio della filosofia indiana e della meditazione, prese interesse nella teosofia. Tra i suoi amici erano il poeta tedesco Ludwig Derleth, lo psicologo Carl Gustav Jung e il sinologo Richard Wilhelm la cui traduzione dell'I Ching le rese accessibile il testo. Conosceva anche molti membri della "Scuola della Saggezza" condotta a Darmstadt da Hermann Graf Keyserling, i cui membri si dedicarono profondamente allo studio delle radici comuni di tutte le religioni, e membri del circolo ecumenico di Marburg.
Dal 1928 fu amica di Alice Bailey che aveva un movimento chiamato "Arcane School" a New York e dal 1930 la invitò a partecipare al progetto Eranos.

## La fondazione Eranos
Attrezzò una sala di conferenze nella sua casa, con intenzione non ancora completamente definita. Carl Gustav Jung suggerì che si usasse la sala di conferenze come "luogo di incontro tra Oriente ed Occidente" (Begegnungsstätte zwischen Ost und West). In tal modo ebbero origine i meeting annuali Eranos che, ancora oggi, danno l'opportunità di incontro tra studiosi di molti differenti campi e la possibilità di condividere ricerche e idee sulla spiritualità umana.
Il nome "Eranos" fu suggerito dallo storico delle religioni Rudolf Otto, il cui concetto umanista di religione ebbe un profondo impatto sull'origine e sulla evoluzione di Eranos. Anche Jung ebbe un ruolo importante nell'organizzazione delle conferenze Eranos. Nonostante i simposia non fossero specificamente di stampo junghiano adottarono l'idea di archetipo.
Negli anni trenta e quaranta le ricerche di Olga sugli archetipi la portarono nelle maggiori biblioteche in Europa ed in America, tra queste la biblioteca Vaticana, il British Museum, la Morgan Library a New York, la Bibliothèque Nationale a Parigi ed il museo archeologico nazionale di Atene. I suoi studi le provvidero il materiale per l'"Archive for Research in Archetypal Symbolism" che contiene più di seimila immagini e contribuisce alle ricerche di molti conferenzieri di Eranos e di altri studiosi nel corso degli anni.

## Morte
Olga Fröbe-Kapteyn morì a Casa Gabriella nel 1962.